# Ferdinando Ponzetti
Ferdinando Ponzetti (ur. w 1444 albo w 1447 we Florencji albo w Neapolu, zm. 9 września 1527 w Rzymie) – włoski kardynał.

## Życiorys
Urodził się w 1444 albo w 1447 we Florencji albo w Neapolu, jako syn Francesca Ponzettiego i Cateriny Lico della Casy. Studiował medycynę, łacinę grekę, teologię i filozofię. Uzyskał doktorat z nauk medycznych i teologicznych, co pozwoliło mu zostać lekarzem przy Stolicy Piotrowej, a niedługo później – skrybą listów papieskich. W 1507 roku został mianowany wyłącznym depozytariuszem dochodów z odpustów dla Fabryki św. Piotra, a dwa lata później został komisarzem ds. wniosku w Umbrii dotyczącego reformy monetarnej. Ponadto był klerykiem, dziekanem i skarbnikiem Kamery Apostolskiej. 20 kwietnia 1517 roku został biskupem Molfetty, a 21 grudnia przyjął sakrę. 1 lipca 1517 roku został kreowany kardynałem prezbiterem i otrzymał kościół tytularny San Pancrazio. Rok później zrezygnował z zarządzania diecezją, a w 1522 roku został biskupem Grosseto. Podczas złupienia Rzymu stracił cały majątek. Wydał kilka rozpraw naukowych, m.in. Libellus de venenis (1521), Libellus de origine anime (1521), Libellus de sacramentis (1522), Secunda pars philosophie naturalis (1521), Tertia pars philosophye moralis (1521) i Prima pars phylosophie naturalis (1522). Zmarł 9 września 1527 roku w Rzymie.